# تمساح نيافتا
تمساح نيافتا (الاسم العلمي:†Niaftasuchus) هو جنس منقرض من الزواحف يتبع رتيبة بيارميات وأشباهها. النوع النمطي هو تمساح نيافتا الزكلي وتمت تسميته في عام 1990.